# The Silent Force
The Silent Force (englisch für „Die stille Kraft“) ist das dritte Musikalbum der niederländischen Band Within Temptation. Es wird dem Genre Symphonic Metal zugerechnet und sorgte mit Charterfolgen in vielen Ländern für den Durchbruch der Band in Europa.

## Entstehungsgeschichte
Nach der Wiederveröffentlichung des Vorgängeralbums Mother Earth in Deutschland im Jahr 2003, dem Erfolg der Singles Ice Queen und Mother Earth in Deutschland sowie der Veröffentlichung einer Coverversion des Kate-Bush-Songs Running Up That Hill Anfang 2004 zogen sich Within Temptation zunächst zurück und schrieben an neuem Material, da die ersten Aufnahmen für das neue Album bereits für Mai 2004 angesetzt waren. Jedoch spielte die Band noch den gesamten Sommer über auf einigen Musikfestivals (unter anderem Hurricane, M’era Luna Festival, Lowlands), sodass sich die Fertigstellung verzögerte.
Die Auswahl eines Orchesters für The Silent Force gestaltete sich schwierig: Die Band verschickte mehrere Demos von Liedern auf Band an verschiedene Orchester und ließ sich Probe-Arrangements anfertigen. In vielen Fällen entsprachen diese aber nicht ihren Vorstellungen: Die Band wollte einen cineastischen Klang, während die meisten Orchester sehr der herkömmlichen klassischen Musik verhaftet waren und dementsprechend spielten. Ausgewählt wurde schließlich das russische „Ego Works Session Orchestra“. Die übrigen Instrumente (Gesang, Gitarren/Bass und Schlagzeug) wurden in verschiedenen Tonstudios in den Niederlanden und Belgien aufgenommen, um jeweils optimalen Klang zu erzielen.
Am 25. Oktober erschien die Single Stand My Ground, das Album selbst folgte am 15. November.

## Musikstil
Die Vorabsingle Stand My Ground mit dem dazugehörigen Musikvideo wurde häufig mit der Musik der US-amerikanischen Band Evanescence verglichen, die zu diesem Zeitpunkt mit ihrem Album Fallen in den Charts waren. The Silent Force weist jedoch eine aufwändigere Orchestrierung auf: Das 80-köpfige russische „Ego Works Session Orchestra“ und ein ebensogroßer Chor wirken bei sämtlichen Liedern mit, dadurch geraten die Gitarren oft in den Hintergrund. Dies führt bei der Live-Darbietung von Liedern des Albums zu häufigem Einsatz von Playback, da die Band nicht mit Orchester auftritt.
Stilistisch bewegt sich das Album auf einem schmalen Grat zwischen Metal und Popmusik; dieser reicht von Balladen wie Somewhere, Pale und Memories, die mit keltischen Instrumenten untermalt werden, zu härteren Stücken wie See Who I Am, Forsaken oder Jillian. Das Intro ist komplett instrumental.
Auffällig ist, dass kein Lied länger als fünf Minuten dauert; fast alle Titel des Vorgängers Mother Earth sind deutlich länger.

## Texte
Im Gegensatz zum vorherigen Album sind die Texte von The Silent Force recht dunkel und bedrückend ausgefallen: So handelt Pale von einem suizidgefährdeten Menschen, Forsaken thematisiert den Untergang der gesamten Menschheit und die B-Seite Say My Name verarbeitet die Alzheimererkrankung eines Familienmitglieds den Adels, die die Texte größtenteils mit Gitarrist Robert Westerholt zusammen schrieb.
Über den Titel des Albums sagte sie in einem Interview:

„Die Welt ist nicht mehr dieselbe wie noch vor vier Jahren, weder bezüglich der Umweltfragen, noch der Arbeitslosigkeit oder anderer sozialer Probleme. (…) Ich spüre diese negative Kraft, ‚The Silent Force‘, um mich herum.“

## Titelliste
1. Intro – 1:58
2. See Who I Am – 4:51
3. Jillian (I’d Give My Heart) – 4:46
4. Stand My Ground – 4:26
5. Pale – 4:28
6. Forsaken – 4:53
7. Angels – 4:00
8. Memories – 3:51
9. Aquarius – 4:46
10. It’s The Fear – 4:06
11. Somewhere – 4:13
12. A Dangerous Mind – 4:16[6] / Destroyed – 4:54[7]
13. The Swan Song – 3:57[6] / Jane Doe – 4:30[7]

Aufgrund einer Marketingaktion des Labels Sony BMG Music Entertainment erschien The Silent Force in drei Versionen: „Basic“ (enthält elf Titel), „Standard“ (enthält elf Titel, Booklet und Musikvideo) und „Premium“ (enthält dreizehn Titel, Digipak, Postkarten und Musikvideo). Die am 29. August 2005 veröffentlichte DualDisc enthält neben dem „Premium“-Album zusätzlich einen 5.1-Mix und fünf Live-Videos vom Rock-am-Ring-Auftritt der Band. Die in Japan, Australien und Großbritannien erschienenen Versionen haben zwei andere Bonustracks (die jedoch schon B-Seiten in Deutschland waren) und teilweise ebenfalls eine Bonus-DVD mit dem Rock am Ring-Auftritt.

### Singles
Alle drei Singles – Stand My Ground, Memories und Angels – erschienen sowohl als 5-Track-Digipak-Single als auch als DVDplus mit zusätzlichem Videoteil.
Um die DVD „The Silent Force Tour“ zu promoten, erschien in den Niederlanden auch Jillian (I'd Give My Heart) als Single – allerdings nur als Promo-CD, die nicht im Handel erhältlich war.
| Name            | VÖ-Datum Single  | Trackliste | VÖ-Datum DVD-Plus | Zusätzliche Videos auf DVD-Plus | Musikvideo                                                      |
| --------------- | ---------------- | --- | ----------------- | --- | --------------------------------------------------------------- |
| Stand My Ground | 25. Oktober 2004 | 1. Stand My Ground (Single Version) 2. Overcome 3. It’s The Fear (Demo Version) 4. Forsaken / The Swan Song (Instrumental) 5. Towards The End                            | 29. Oktober 2004  | 1. Stand My Ground (Musikvideo) 2. „Making of Stand My Ground“ 3. „Studio impressions“ 4. „On Tour“ | Premiere: 8. Oktober 2004 Drehort: Berlin                       |
| Memories        | 31. Januar 2005  | 1. Memories (Single Version) 2. Destroyed 3. Aquarius (Orchestral Version) 4. A Dangerous Mind (Live @ Bataclan, Paris, 2004) 5. Memories (Live @ Bataclan, Paris, 2004) | 4. Februar 2005   | 1. A Dangerous Mind (Live @ Bataclan, Paris, 2004) 2. Memories (Live @ Bataclan, Paris, 2004) 3. „Backstage in Paris“ | Premiere: 16. Januar 2005 Drehort: Schloss Marquardt bei Berlin |
| Angels          | 6. Juni 2005     | 1. Angels 2. Say My Name 3. Forsaken (Live @ 013, Tilburg, 2005) 4. The Promise (Live @ 013, Tilburg, 2005) 5. Angels (Live @ 013, Tilburg, 2005)                        | 10. Juni 2005     | 1. Forsaken (Live @ 013, Tilburg/Paradiso, Amsterdam, 2005) 2. The Promise (Live @ 013, Tilburg/Paradiso, Amsterdam, 2005) 3. Angels (Live @ 013, Tilburg/Paradiso, Amsterdam, 2005) 4. Angels (Musikvideo) 5. „Within Temptation in Dubai“ | Premiere: 20. Mai 2005 Drehort: Spanien                         |

### Videoalbum
Am 18. November 2005 erschien eine Doppel-DVD mit dem Titel The Silent Force Tour. Neben einem Mitschnitt des „Java Eiland“-Konzertes vom 22. Juli 2005 sind je drei Lieder von Festivalauftritten in Belgien und Finnland sowie die drei Musikvideos enthalten. Auf der zweiten DVD finden sich knapp drei Stunden Interviews sowie Backstage- und Making of-Videos; insgesamt beträgt die Laufzeit fünf Stunden. Die Doppel-DVD ist auch inklusive einer zusätzlichen Live-CD mit sechzehn Liedern des „Java Eiland“-Auftritts erhältlich. Bei der Produktion schlich sich ein Fehler ein, wodurch bei manchen DVDs der rechte Surroundkanal fehlte. Der Fehler wurde jedoch gratis vom Label beseitigt.

## Rezeption

### Kritik
Unter Kritikern ist The Silent Force umstritten. Häufiger Vorwurf war, das Album sei „überladen“ und überproduziert.

„Größeres Budget, noch mehr Bombast, teure Videoclips und eine kürzere Produktionszeit – kann das gut gehen? Eindeutige Antwort: jein. (…) ‚The Silent Force‘ ist alles andere als Durchschnittsware. Leider wirkt das Album stellenweise total überladen und nervenaufreibend. Das führt zu leichten Abzügen in der B-Note. Für Genre-Fans ist das dritte Within-Temptation-Album trotzdem ein Pflichtkauf.“

Oft wurde auch geurteilt, die Band hätte sich nun vollends dem Kommerz verschrieben:

„Ihr Glück war vor allem der beginnende Hype des gotisch angehauchten Pop-Metals. Sowie natürlich ein geschicktes Händchen ihres Labels, das ein zwei Jahre altes Album kurzerhand neu veröffentlichte. Doch die Holländer wurden dadurch nicht weniger umstritten, vielmehr warf man ihnen „Ausverkauf“ vor. (…) Was soll man nun zu „The Silent Force“ sagen? Der Zielgruppe dürfte der laue Röstungsgrad der Scheibe egal sein. (…) Doch für diejenigen, die Within Temptation bereits vor dem Hype zu schätzen wußten, ist dieser knallbunte Brummkreisel ein Schlag ins Gesicht. Jeder Hauch künstlerischer Eigenständigkeit wird auf dem Altar der Vermarktung geopfert.“

### Auszeichnungen
In ihrer Heimat, den Niederlanden, erreichte die Band Platin und gewann mehrere Preise: Den Edison Award als „Beste nationale Gruppe“, den TMF-Award („Beste nationale Rockband“) und den niederländischen Musik-Export-Preis für mehr als 400.000 verkaufte Exemplare des Albums in ganz Europa (bis Anfang 2005).
Am 31. August 2005 bekamen Within Temptation für das Album in Los Angeles einen World Music Award in der Kategorie „Best Selling Dutch Artist“.

## Kommerzieller Erfolg

### Chartplatzierungen
| ChartsChartplatzierungen   | Höchstplatzierung | Wochen |
| -------------------------- | ----------------- | ------ |
| Deutschland (GfK)          | 5 (32 Wo.)        | 32     |
| Niederlande (Dutch Charts) | 1 (56 Wo.)        | 56     |
| Österreich (Ö3)            | 12 (15 Wo.)       | 15     |
| Schweiz (IFPI)             | 22 (8 Wo.)        | 8      |

| ChartsJahrescharts (2005) | Platzierung |
| ------------------------- | ----------- |
| Deutschland (GfK)         | 76          |

### Auszeichnungen für Musikverkäufe
| Land/Region                  | Auszeichnungen für Musikverkäufe (Land/Region, Auszeichnung, Verkäufe) | Verkäufe |
| ---------------------------- | ---------------------------------------------------------------------- | -------- |
| Belgien (BRMA)               | Gold                                                                   | 25.000   |
| Deutschland (BVMI)           | Platin                                                                 | 200.000  |
| Finnland (IFPI)              | Gold                                                                   | 18.824   |
| Niederlande (NVPI)           | Platin                                                                 | 80.000   |
| Portugal (AFP)               | Gold                                                                   | 10.000   |
| Vereinigtes Königreich (BPI) | Silber                                                                 | 60.000   |
| Insgesamt                    | 1× Silber · 3× Gold · 2× Platin ·                                      | 333.824  |

## Tour
Noch vor Veröffentlichung des Albums fand am 7. November 2004 im Pariser Club „Le Bataclan“ ein Konzert statt, bei dem einige neue Lieder zum ersten Mal den Fans präsentiert wurden. Der Auftritt wurde per Satellit live in mehrere europäische Kinos übertragen, in Deutschland zum Beispiel nach Berlin, Hamburg, Stuttgart, München und Düsseldorf. Obwohl einige Konzerte in den Niederlanden und Belgien noch 2004 stattfanden, begann die eigentliche „The Silent Force“-Tour am 1. Februar 2005 in Hamburg (Große Freiheit) und führte über Schweden, Norwegen, Finnland, Schweiz und Österreich bis nach Frankreich und Spanien. Im März spielte die Band neben The Darkness, Sepultura und Machine Head auf dem „Desert Rock“-Festival in Dubai. Nach einigen Konzerten in den Niederlanden im April folgten im Sommer Auftritte auf vielen europäischen Musikfestivals, in Deutschland unter anderem bei Rock am Ring, Rock im Park, Wacken Open Air und Das Fest.
Am 22. Juli fand auf der Amsterdamer Hafeninsel „Java Eiland“ ein besonderes Konzert statt, das aufgezeichnet und später auf DVD veröffentlicht wurde. Vorgruppen waren After Forever, Orphanage und De Heideroosjes. Neben einer erweiterten Setlist unterschied sich dieses Konzert von den anderen der Tour durch Einsatz von Pyrotechnik, den Auftritt des Orphanage-Sängers George Oosthoek als Duettpartner Den Adels bei The Other Half (Of Me) sowie einige Showeinlagen. So sang Den Adel beim Lied Caged aus einem Käfig, bei Towards The End kamen Mönche und Gaukler auf die Bühne. Zudem spielten bei den Liedern Candles und Enter die ehemaligen Bandmitglieder Ivar de Graaf (Schlagzeug), Martijn Westerholt (Keyboard) und Michiel Papenhove (Gitarre) wieder ihre alten Instrumente.
In Paris und Zürich eröffneten Within Temptation für Iron Maiden, danach folgten Auftritte in den Niederlanden und in England. Das letzte Konzert fand Ende September 2005 statt, danach folgte aufgrund von den Adels Schwangerschaft eine knapp siebenmonatige Auftrittspause.

## Trivia
- The Silent Force war bis dahin das einzige Album der Band, das nicht Sharon den Adel auf dem Cover zeigt.
- Jilian (I'd Give My Heart) hieß in einer früheren Version Orff in Anlehnung an den Komponisten Carl Orff, die B-Seite Overcome hatte den Namen Run.
- Das Musikvideo zu Memories wurde in Schloss Marquardt bei Berlin gedreht. An derselben Stelle war auch kurze Zeit zuvor das Eversleeping-Video der Metal-Band Xandria entstanden. Als die Band davon erfuhr, entschuldigte sie sich auf ihrer Homepage dafür und betonte, sie habe das Xandria-Video nicht kopieren wollen.
- Auf dem „Java Eiland“-Konzert wurden drei Lieder mehr gespielt, als auf der DVD The Silent Force Tour enthalten sind: Es fehlen Enter, Somewhere und aus lizenzrechtlichen Gründen die Coverversion von Running Up That Hill.